# Coríntia
A Coríntia (em grego: Κορινθία, transl. Korinthía) é uma unidade regional da Grécia, localizada na região da Peloponeso. Sua capital é a cidade de Corinto.